# Nika Dzalamidze
Nikoloz "Nika" Dzalamidze (georgiska: ნიკოლოზ ძალამიძე), född 6 januari 1992 i Tbilisi, är en georgisk fotbollsspelare som spelar för Rustavi.

## Karriär
Dzalamidze inledde sin karriär i den georgiska klubben Baia Zugdidi, innan han lånades ut till ryska CSKA Moskva under ett år. Året därpå lånades han ut till polska Widzew Łódź innan han år 2012 gick till en annan polsk klubb, Jagiellonia Białystok. Han kallades upp till Georgiens herrlandslag i fotboll för första gången i maj 2012 av tränaren Temuri Ketsbaia. Innan dess hade han spelat i Georgiens U17-, U19 samt U21-herrlandslag.